# Elliot Moss
 (janvier 2020).
Elliot Moss est un auteur-compositeur-interprète, multi-instrumentiste, producteur et plasticien de New York.

## Discographie

### Albums
- 2015 : Highspeeds
- 2017 : Boomerang
- 2020 : A Change In Diet

### Singles
- 2013 : Big Bad Wolf
- 2013 : Slip
- 2016 : Without the Lights
- 2017 : Closedloop
- 2019 : Barricade